# N604 (België)
De N604 is een gewestweg in de Belgische provincie Luik. De weg verbindt de N653 in Wezet (Frans: Visé) met de N61 in Nessonvaux. De weg heeft een lengte van ongeveer 25 kilometer.

## Plaatsen langs de N604
- Wezet
- Dalhem
- Feneur
- Saint-Remy
- Housse
- Barchon
- Tignée
- Micheroux
- Soumagne
- Fécher
- Xhendelesse
- Olne
- Nessonvaux